# Jacopino Consetti
Jacopino Consetti (Modena, 1651 – Modena, 1726) è stato un pittore italiano.

## Biografia
Nato a Modena e citato anche come Iacopo, o Iacopino, fu attivo a Este, e fu inoltre nominato sovraintendente della Galleria Estense alla morte di Francesco Stringa nel 1709. Mantenne l'incarico fino alla morte nel 1726, quando gli successe il figlio Antonio Consetti. Per realizzare gli affreschi del Palazzo Ducale, tra il 1709 e il 1712, si avvalse della collaborazione del pittore modenese  Giacomo Zoboli, prima che questi si trasferisse definitivamente a Roma.
Fu padre di Antonio Consetti (1686–1767), anch'egli pittore, che è diventato un allievo di Giovanni Giuseppe dal Sole.
Tra le opere presenti nella natia Modena si annovera un dipinto presente nella cappella dedicata a san Francesco Saverio della chiesa di San Bartolomeo.